# Forficula chopardi
Forficula chopardi – gatunek skorka z rodziny skorkowatych i podrodziny Forficulinae.
Gatunek ten opisany został w 1947 roku przez Waltera Douglasa Hincksa jako Anechura chopardi. W rodzaju Forficula umieścił go w 1967 roku Alan Brindle.
Samce osiągają od 13 do 19 mm, a samice od 12 do 14 mm długości ciała mierzonego wraz ze szczypcami. Żółtawoczerwona, grubo i skórzasto pomarszczona, poprzeczna, nabrzmiała głowa ma widoczne szwy, wypukły lub prawie prosty środek tylnej krawędzi i duże, mniej więcej tak długie jak skronie oczy. Czułki są brązowe do ciemnobrązowych, zwykle z żółtymi członami nasadowymi. Pierwszy ich człon jest krótszy niż rozstaw czułków. Żółtawoczerwone, pomarszczone, silnie poprzeczne przedplecze ma brzegi boczne proste i równoległe, a brzeg tylny wypukły. Żółtawoczerwone, pomarszczone pokrywy są krótsze, ale dłuższe od przedplecza i nie odsłaniają tarczki. Tylnych skrzydeł brak zupełnie. Barwa odnóży jest żółta. Czarniawy, szeroki, przypłaszczony odwłok ma tergity punktowane, a te położone dalej z tyłu także pomarszczone przy bocznych i tylnych brzegach. Trzeci tergit ma małe, a czwarty duże wzgórki gruczołowe na bokach. Ostatni z tergitów jest poprzeczny, o zgrubiałym brzegu tylnym z wgłębieniem pośrodku. Przysadki odwłokowe (szczypce) samicy są krótkie, u nasady rozszerzone z wykrojeniem na pygidium, a dalej zwężone. U samca ramiona szczypiec mają krawędź wewnętrzną z trójkątnym płatem u nasady i ząbkowaniem oraz różnie długą walcowatą część odsiebną.
Owad afrotropikalny, endemiczny dla Sierra Leone.